# Cristian Martínez (Fußballspieler, 1989)
Cristian Martínez Alejo (* 16. Oktober 1989 in Andorra la Vella), auch in der Schreibweise Cristian Martínez oder Kiki Martínez, ist ein andorranischer Fußballspieler auf der Position eines Rechtsaußen.

## Karriere

### Verein
Martínez begann seine Profikarriere im Jahr 2008, im Verein FC Andorra in der unterklassigen Divisiones Regionales in Spanien. In der Saison 2010/11 war er mit 27 Toren maßgeblich am Aufstieg des Vereins in die Segunda Catalana beteiligt. Ein Jahr später gelang ihn mit der Mannschaft erneut der Aufstieg. Am Ende der Saison 2013 verließ er den Verein und schloss sich den amtierenden andorranischen Meister FC Lusitanos in der Primera Divisió an. Hier erreichte er mit der Mannschaft den 4. Platz in der Meisterschaft und stand im Endspiel des Copa Constitució, welches jedoch mit 1:2 gegen UE Sant Julià verloren ging. Nach nur einer Saison wechselte er innerhalb der Liga zum FC Santa Coloma. In seiner ersten Spielzeit für den Verein gewann Martínez erstmalig das Double aus Meisterschaft und Supercup. Zudem wurde er mit 22 Toren auch Torschützenkönig. Das Endspiel des Nationalen Pokals verlor er aber erneut gegen UE Sant Julià. 2016 gewann er mit den Verein seine zweite Meisterschaft. Im August 2016 kehrte er zu seinen Stammverein FC Andorra in die Primera Catalana zurück. Zur Saison 2019 wurde er an den andorranischen Erstligisten Inter Club d’Escaldes verliehen und gewann im ersten Jahr das Double aus Meisterschaft und Nationalen Pokal. Der Verein verpflichtete Martínez nach der Saison fest und er wurde in der folgenden Spielzeit erneut andorranischer Meister. Im August 2021 wechselte er Ablösefrei zum Ligakonkurrenten FC Santa Coloma. Nach einer kurzen Station bei UE Engordany wechselte er 2023 erneut innerhalb der Liga zum FC Ordino.

### Nationalmannschaft
Martínez durchlief alle Jugendabteilungen des Andorranischen Verbandes und gab sein Debüt für die Andorranische A-Mannschaft am 5. September 2009, im Rahmen der Qualifikation zur Fußball-Weltmeisterschaft 2010 gegen die Auswahl der Ukraine. Er nahm an Qualifikationsspielen zur Fußball-Weltmeisterschaft (2010, 2014, 2018, 2022), der Europameisterschaft (2012, 2016, 2020) und der UEFA Nations League (2018/19, 2020/21) teil, konnte jedoch bisher keine nennenswerten Erfolge erzielen. Seinen bisher letzten Einsatz im Trikot der Nationalelf absolvierte er am 15. November 2021 gegen die Mannschaft aus Albanien. Mit 5 Länderspieltoren steht er zusammen mit Marc Vales auf Platz zwei der ewigen Torjägerliste der andorranischen Fußballnationalmannschaft.

### Erfolge
Verein
- Andorranischer Meister: 2014/15, 2015/16, 2019/20, 2020/21
- Andorranischer Pokalsieger: 2019/20
- Andorranischer Supercup: 2014/15, 2020/21

Persönliche Auszeichnungen
- Torschützenkönig Primera Divisió: 2014/15